# Новополь
Новополь (у 1927—2016 роках — Ухожани) — село у складі Балтської міської громади у Подільському районі, Одеська область. Раніше було підпорядковано Новопольській сільській раді Балтського району.
Розташоване за 18 км від центру громади — міста Балта. На півдні межує з селом Кринички, на сході з селом Крижовлин, на півночі з селом Піщана та на заході з селом Чернече.

## Історія
Поблизу села виявлено поселення трипільської культури.
Саме село засновано на початку 18 століття і називалося Новополь (або Нове Поле). За адміністративними поділами — з 16 сторіччя Брацлавський повіт, з 19 сторіччя Балтський повіт, 20 сторіччя Балтський район.
7 (20) листопада 1917 року, відповідно до Третього Універсалу Української Центральної Ради, увійшло до складу Української Народної Республіки.
В 1927 року перейменовано в Ухожани на честь С. Ф. Ухожанського, першого секретаря сільського комсомольського осередку, який загинув у 1921 році. У 2016 році село внесено до переліку населених пунктів, які потрібно перейменувати згідно із законом «Про засудження комуністичного та націонал-соціалістичного (нацистського) тоталітарних режимів в Україні та заборону пропаганди їхньої символіки». Відтак село повернуло свою історичну назву.
12 червня 2020 року, відповідно до Розпорядження Кабінету Міністрів України від № 724-р «Про визначення адміністративних центрів та затвердження територій територіальних громад Одеської області», увійшло до складу Балтської міської територіальної громади.
19 липня 2020 року, в результаті адміністративно-територіальної реформи і ліквідації Балтського району, село увійшло до складу новоутвореного Подільського району.

## Населення
Згідно з переписом 1989 року населення села становило 513 осіб, з яких 219 чоловіків та 294 жінки.
За переписом населення 2001 року в селі мешкало 428 осіб.

### Мова
Розподіл населення за рідною мовою за даними перепису 2001 року:
| Мова       | Відсоток |
| ---------- | -------- |
| українська | 97,66 %  |
| російська  | 1,17 %   |
| білоруська | 0,47 %   |
| румунська  | 0,47 %   |